# Amélie Mansfield
Amélie Mansfied est un roman français publié à titre anonyme par Sophie Cottin en 1802.
Troisième œuvre de Sophie Cottin, Amélie Mansfied est une œuvre encore plus fortement conçue que Claire d'Albe et Malvina, et révèle des caractères plus énergiques et bien tracés. Le thème éternel, si fécond sous la plume de Sophie Cottin, de l’amour, se meut, s’encadre en des situations nouvelles pour produire un ensemble d’un effet tragique et très attendrissant.

## Résumé
Bien avant que leur cœur ait pu être consulté, Ernest de Woldemar et Amélie de Lunebourg ont été destinés l’un à l’autre par la volonté expresse de leur aïeul. Afin de rendre un jour leur union plus facile, on les a élevés ensemble. Malheureusement, loin de susciter l’amour, cette proximité leur a fait, au contraire, concevoir une aversion insurmontable l’un pour l’autre. Ernest révèle, dès l’enfance, un caractère violent et l’humeur despotique, qui révoltent le jeune cœur d’Amélie, qui jure de mourir plutôt que de jamais appartenir à son cousin. Le jeune comte parti pour l’université, et ensuite pour de lointains voyages, Amélie, afin de rompre sans retour avec lui, se livre aux séductions d’un musicien appelé Mansfield, dont les talents brillants et les dehors sensibles l’ont charmée. Ayant épousé Mansfield contre le gré de toute sa famille, le caractère volage de celui-ci ne tarde pas à dissiper les illusions du cœur trop promptement épris d’Amélie. Au bout de trois ans d’un mariage tourmenté, Amélie, devenue veuve, et encore éprouvée par sa triste expérience, s’est retirée en Suisse à Bellinzone, chez un vieux parent de son mari, dont la franchise et la cordiale bonté ont accueilli sa douleur.
Ces premiers liens d’Amélie avec Mansfield ne sont qu’un préliminaire et forment, pour ainsi dire, l’avant-scène du drame. L’action essentielle repose sur une idée dont le développement va engendrer un intérêt rapide, soutenu, et des émotions de plus en plus saisissantes. Ernest et Amélie, ces deux êtres qui se sont quittés en se haïssant se retrouvent éperdument amoureux l’un de l’autre, mais le bonheur échappera sans retour aux deux amants, à l’instant même où ils ont appris à le connaître. Ernest, que quinze années d’absence ont transformé, mais dont le cœur s’irrite encore des dédains et de la mésalliance d’Amélie, a résolu, au terme de ses voyages, de voir sa cousine, de lui inspirer de l’amour, et de l’abandonner ensuite, afin de venger son injure. Bellinzone est justement sur la route qui le ramène de Naples à Dresde, son pays. Un hasard miraculeux sert ses projets à merveille. Égaré dans les montagnes et près de périr sous les neiges, il est recueilli au château de Grandson, où vit Amélie, et reçoit l’hospitalité pendant la longue convalescence d’une blessure. Bientôt, malgré le mystère dont il s’entoure, ou plutôt à cause de ce mystère même, il surprend l’amour de la veuve de Mansfield. Mais, en imaginant séduire Amélie, Ernest s’est trouvé lui-même séduit par des charmes auxquels il ne savait pas un si incomparable pouvoir, et il devient follement épris de celle qu’il espérait tromper.
Les amours naissantes d’Ernest et d’Amélie sont peintes en des tableaux pleins de grâce et de fraicheur. Les scènes pathétiques, déchirantes, surviennent ensuite, et varient le drame avec une heureuse fécondité de ton. Amélie s’est entièrement livrée à son amant sans le connaître. Après le départ d’Ernest, alors que celui-ci, cachant encore son nom sous un voile, est allé demander à sa mère le consentement qui seul peut légitimer ses droits sur Amélie, la position des amants empire d’une façon cruelle. Rien de plus poignant que l’alternative des craintes et des espérances d’Amélie produite par le silence ou les lettres d’Ernest, ses doutes pleins d’amertume sur des apparences qui l’offraient, son anxiété alors qu’elle sent vivre en elle le fruit de ses amours avec Ernest. Plus tard, sa fuite précipitée du château, son arrivée à Vienne sous un humble déguisement, son désespoir en croyant retrouver Ernest infidèle, les pudiques remords de sa faute, le désenchantement de son agonie dans la maison de Mme de Woldemar : tous ces incidents, toutes ces émotions intimes, toutes ces péripéties, forment autant d’étapes douloureuses dans le chemin de la passion contrariée, où le bonheur fuit comme une ombre vaine sous la main qui le poursuit ardemment.

## Analyse
La baronne de Woldemar personnifie avec une effrayante vérité l’antique préjugé de la naissance et du rang dont nul sentiment humain ne saurait faire fléchir l’obstination. Autant la baronne a chéri autrefois Amélie pour ses qualités charmantes de jeune fille, autant elle lui a voué une implacable haine depuis l’irréparable déshonneur de son mariage avec celui qu’elle nomme « un vil artiste ». La seule idée de s’allier à la veuve de Mansfield arrache à Mme de Woldemar des imprécations d’une fureur inimaginable. Le sentiment maternel, quoique très vif chez la baronne, le cède encore à l’orgueil du nom et au soin jaloux de la dignité. Ni les souffrances, la touchante résignation et les accents pénétrants d’Amélie, ni la douleur et les emportements d’Ernest, ne peuvent vaincre la volonté absolue de Mme de Woldemar. Sa tardive et repentante pitié ne s’éveille que devant le cercueil où repose Amélie à côté d’Ernest, qui n’a pu lui survivre un seul instant.
L’âme, profondément troublée par les incessantes agitations d’Ernest et d’Amélie, se repose délicieusement sur les calmes amours d’Albert avec l’aimable et douce Blanche de Geysa, dont le caractère plein de charme est à peine entaché par quelques nuances légères de coquetterie. Albert, mélange de raison et de sensibilité, d’austérité et d’indulgence est, en outre, un modèle accompli de tendresse fraternelle. Les sentiments d’Albert pour sa sœur bien-aimée Amélie ont une effusion qui ne tarit pas, même après ses fautes; et il demeure jusqu’à la fin un tuteur miséricordieux, un confident à la fois grave et délicat pour elle.
Un autre personnage bien inventé est celui d’Adolphe, le sévère ami d’Ernest, qu’il a suivi dans ses voyages, et dont il censure sans ménagement les moindres écarts ou les faiblesses. Adolphe, fruit de l’adultère, tente de compenser ce qu’il ressent comme une tache ineffaçable en cherchant un refuge dans l’honneur. Élevant de plus en plus son âme au-dessus de sa condition, il a appris à ne tirer que de lui-même son éclat et une vertu qu’il la porte jusqu’à la rudesse sauvage. L’amour n’est, aux yeux d’Adolphe, qu’une odieuse frénésie, digne du plus profond dédain. Au milieu des passions en tumulte, cet homme rigide fait entendre sans relâche la voix d’une raison froide et austère. Après la catastrophe, il rompt tous ses liens avec le monde, et va s’ensevelir dans la partie la plus solitaire des Alpes, jurant de rester désormais inaccessible à tous les sentiments affectueux qui, comme l’écrit Sophie Cottin, « affaiblissent l’homme en doublant cette portion de douleur que le ciel l’a condamné à porter ».

## Adaptation
- Sur la scène Amélie Mansfield, mélodrame en 3 actes, par M. Hubert — Amélie Mansfield sur Gallica

## Source
- Dessalles-Régis, Revue de Paris, p. 264-66.

## Texte en ligne
- Amélie Mansfield, Paris, Ménard et Desenne, fils, 1824 Tome I, Tome II, Tome III